# Chris Farley
Christopher Crosby Farley, známý jen jako Chris Farley, (15. února 1964 Madison, Wisconsin – 18. prosince 1997 Chicago, Illinois) byl americký herec a komik. Byl známý pro svůj hlasitý a energický komediální styl. Byl členem chicagského Second City Theatre a později členem obsazení komediální show NBC Saturday Night Live v letech 1990–1995. Později pokračoval ve filmové kariéře, jeho nejznámějšími filmy jsou Rockeři, Tommy Boy, Černá ovce, Tlouštík z Beverly Hills nebo Malém hrdinové.
Od svých hereckých začátku až po vrchol kariéry bojoval s obezitou a užíváním návykových látek. Zemřel na předávkování drogami ve věku 33 let.

## Smrt
Dne 18. prosince 1997 ho našel mrtvého jeho mladší bratr John v jeho bytě v John Hancock Center v Chicagu. Bylo mu 33 let. Pitva odhalila že Farley zemřel na předávkování takzvaným speedballem (kombinace kokainu a morfia). Pokročilá ateroskleróza byla uváděna jako „významně přispívající faktor”.

## Pohřeb
Pohřeb se konal 23. prosince 1997, byl soukromý a konal se v katolickém kostele Panny Marie Královny míru v jeho rodném městě Madisonu ve Wisconsinu. Zúčastnilo se jej přes 500 lidí, včetně mnoha komiků, kteří s spolupracovali v show Saturday Night Live a ve filmech, mezi nimi např. Dan Aykroyd, Adam Sandler, Chris Rock, Rob Schneider, John Goodman, Phil Hartman a další. Ale například Farleyho nejlepší přítel David Spade chyběl. Spadeova nepřítomnost podnítila spekulace, že před Farleyho smrti došlo mezi ním a Farleym k nějakým konfliktům. Po letech však Spade jakoukoli zlou vůli mezi ním a Farleym popřel ale připustil že jeho nepřítomnost na pohřbu byla způsobena tím že by to pro něj bylo příliš emocionálně obtížné. Farleyho pozůstatky byly pohřbeny na hřbitově v Madisonu.

## Filmografie
| Rok  | Název                             | Role                                       | Poznámky                                                                                   |
| ---- | --------------------------------- | ------------------------------------------ | ------------------------------------------------------------------------------------------ |
| 1992 | Waynův svět                       | Ochranka                                   | Filmový debut                                                                              |
| 1993 | Šišouni v New Yorku Waynův svět 2 | Ronnie Bradford Milton                     |                                                                                            |
| 1994 | Rockeři                           | Důstojník Wilson                           |                                                                                            |
| 1995 | Billy Madison Tommy Boy           | Řidic autobusu Thomas „Tommy“ Callahan III | neuveden v titulcích MTV Movie Awards – Nejlepší duo na obrazovce (spolu s Davidem Spadem) |
| 1996 | Černá ovce                        | Michael „Mike“ Donnely                     |                                                                                            |
| 1997 | Tlouštík z Beverly Hills          | Haru                                       | Nominace – MTV Movie Awards za nejlepší komediální výkon                                   |
| 1998 | Špinavá práce Málem Hrdinové      | Bartholomew Hunt Jimmy No-Nose             |                                                                                            |